# 硬腭擠喉邊塞擦音
硬腭挤喉边塞擦音是頗罕见的辅音，国际音标符号为⟨c͡ʎ̝̊ʼ⟩。
这种罕见音素在肯尼亚库希特语族Dahalo语和坦桑尼亚Hadza语（孤立语）中出現。Dahalo语/c͡ʎ̥̝ʼ/和齿龈音/tɬʼ/对立，Hadza语的软腭音[k͡ʟ̝̊ʼ]和/kʼ/的同位异音。

## 特征
- 調音方法屬於塞擦音，調音時先阻礙空氣在聲腔流動，再形成狹窄通道讓氣流通過發生湍流來調音。

- 調音部位是硬腭，即其以將舌頭中間或背部升至硬腭來發音。
- 發聲類型是清音，意味着發音時聲帶並不顫動。
- 本輔音是口腔輔音（口音），表示調音時空氣只從口裡流出。
- 調音方法是邊音，氣流從舌兩側流過，而不從中部流過。
- 氣流機制是擠喉音，通過將聲門向上擠壓而將空氣排出。

## 见于
| 语言   | 语言   | 词汇       | 国际音标   | 意义 |
| ------ | ------ | ---------- | ---------- | ---- |
| Dahalo | Dahalo | [ʔacʎ̝̊ʼáno] | [ʔacʎ̝̊ʼáno] | 精液 |
| Hadza  | Hadza  | [mitcʎ̝̊ʼa]  | [mitcʎ̝̊ʼa]  | 骨   |

Hadza语记为[t͡ʎ̥̝ʼ]，但舌头和牙龈的接触很不明显。